# Campeonato Mundial de Natação em Piscina Curta de 2022 - 50 m peito feminino
A prova dos 50 metros nado peito feminino do Campeonato Mundial de Natação em Piscina Curta de 2022 foi disputada entre os dias 17 e 18 de dezembro de 2022, no Melbourne Sports and Aquatics Centre, em Melbourne, na Austrália.

## Recordes
Antes desta competição, os recordes mundiais e do campeonato nesta prova eram os seguintes:
|                       | Nome           | Nacionalidade | Tempo | Local     | Data                  |
| --------------------- | -------------- | ------------- | ----- | --------- | --------------------- |
| Recorde mundial       | Alia Atkinson  | Jamaica       | 28.56 | Budapeste | 6 de outubro de 2018  |
| Recorde do campeonato | Rūta Meilutytė | Lituânia      | 28.81 | Doha      | 3 de dezembro de 2014 |

Os seguintes recordes mundiais ou do campeonato foram estabelecidos durante esta competição:
| Data           | Evento    | Nome           | Nacionalidade | Tempo | Notas |
| -------------- | --------- | -------------- | ------------- | ----- | ----- |
| 17 de dezembro | Semifinal | Rūta Meilutytė | Lituânia      | 28.37 | ,     |

## Medalhistas
| Ouro                 | Prata                  | Bronze           |
| Rūta Meilutytė (LTU) | Lara van Niekerk (RSA) | Lilly King (USA) |

## Cronograma
Todos os horários são locais (UTC+11). 
| Data           | Hora  | Evento        |
| -------------- | ----- | ------------- |
| 17 de dezembro | 12:36 | Eliminatórias |
| 17 de dezembro | 21:07 | Semifinal     |
| 18 de dezembro | 19:49 | Final         |

## Resultados

### Eliminatórias
As eliminatórias ocorreram no dia 17 de dezembro com início às 12:36.
| Colocação | Bateria | Raia | Nadadora              | Nacionalidade                   | Tempo | Notas            |
| --------- | ------- | ---- | --------------------- | ------------------------------- | ----- | ---------------- |
| 1         | 7       | 4    | Rūta Meilutytė        | Lituânia                        | 29.10 | Q                |
| 2         | 5       | 4    | Tang Qianting         | China                           | 29.38 | Q,               |
| 3         | 6       | 3    | Lara van Niekerk      | África do Sul                   | 29.45 | Q,               |
| 4         | 7       | 5    | Imogen Clark          | Reino Unido                     | 29.51 | Q                |
| 5         | 6       | 4    | Lilly King            | Estados Unidos                  | 29.53 | Q                |
| 6         | 6       | 7    | Anna Elendt           | Alemanha                        | 29.59 | Q                |
| 7         | 6       | 5    | Benedetta Pilato      | Itália                          | 29.63 | Q                |
| 8         | 6       | 6    | Veera Kivirinta       | Finlândia                       | 29.72 | Q                |
| 9         | 7       | 6    | Florine Gaspard       | Bélgica                         | 29.79 | Q                |
| 10        | 7       | 3    | Reona Aoki            | Japão                           | 29.81 | Q                |
| 11        | 7       | 2    | Chelsea Hodges        | Austrália                       | 29.84 | Q                |
| 12        | 5       | 3    | Ida Hulkko            | Finlândia                       | 29.89 | Q                |
| 13        | 6       | 2    | Klara Thormalm        | Suécia                          | 30.06 | Q                |
| 14        | 5       | 6    | Andrea Podmaníková    | Eslováquia                      | 30.14 | Q                |
| 15        | 6       | 1    | Fleur Vermeiren       | Bélgica                         | 30.22 | Q                |
| 16        | 5       | 2    | Macarena Ceballos     | Argentina                       | 30.33 | Q                |
| 17        | 7       | 7    | Charlotte Bonnet      | França                          | 30.35 |                  |
| 18        | 5       | 1    | Silje Slyngstadli     | Noruega                         | 30.36 |                  |
| 19        | 4       | 2    | Tara Vovk             | Eslovênia                       | 30.39 | Recorde nacional |
| 20        | 4       | 5    | Rachel Nicol          | Canadá                          | 30.43 |                  |
| 21        | 7       | 8    | Jenjira Srisaard      | Tailândia                       | 30.48 | Recorde nacional |
| 22        | 4       | 4    | Letitia Sim           | Singapura                       | 30.59 |                  |
| 23        | 4       | 3    | Annie Lazor           | Estados Unidos                  | 30.69 |                  |
| 24        | 5       | 8    | Lisa Mamié            | Suíça                           | 30.84 |                  |
| 25        | 6       | 8    | Adelaida Pchelintseva | Cazaquistão                     | 30.87 |                  |
| 26        | 4       | 8    | Thanya Dela Cruz      | Filipinas                       | 31.19 | Recorde nacional |
| 27        | 3       | 4    | Mary Connolly         | Ilhas Cook                      | 31.68 | Recorde nacional |
| 28        | 4       | 1    | Lam Hoi Kiu           | Hong Kong                       | 31.71 |                  |
| 29        | 3       | 5    | Kirabo Namutebi       | Uganda                          | 32.47 | Recorde nacional |
| 30        | 3       | 3    | Victoria Russell      | Bahamas                         | 32.54 |                  |
| 31        | 2       | 1    | Chahat Arora          | Índia                           | 32.91 | Recorde nacional |
| 32        | 3       | 6    | Marina Abu Shamaleh   | Palestina                       | 33.49 |                  |
| 33        | 3       | 1    | Emilie Grand'Pierre   | Haiti                           | 33.71 | Recorde nacional |
| 34        | 3       | 2    | Kelera Mudunasoko     | Fiji                            | 34.05 |                  |
| 35        | 3       | 7    | Lara Dashti           | Kuwait                          | 34.21 |                  |
| 36        | 2       | 4    | Maria Batallones      | Marianas Setentrionais          | 34.58 |                  |
| 37        | 3       | 8    | Taeyanna Adams        | Estados Federados da Micronésia | 36.64 |                  |
| 38        | 2       | 3    | Ria Save              | Tanzânia                        | 38.22 |                  |
| 39        | 2       | 5    | Jessica Makwenda      | Malawi                          | 38.99 |                  |
| 40        | 2       | 6    | Mariama Touré         | Guiné                           | 40.92 |                  |
| 41        | 1       | 3    | Ungilreng Ruluked     | Palau                           | 41.65 |                  |
| 42        | 2       | 2    | Abbi Illis            | São Martinho                    | 42.87 |                  |
| 43        | 1       | 4    | Mary Yongai           | Serra Leoa                      | 46.98 |                  |
| 44        | 2       | 7    | Salima Ahmadou        | Níger                           | 48.33 |                  |
| 45        | 1       | 5    | Batourou Touré        | Mali                            | 48.96 |                  |
| 46        | 4       | 6    | Diana Petkova         | Bulgária                        | DSQ   | DSQ              |
| 46        | 4       | 7    | Maria Romanjuk        | Estónia                         | DSQ   | DSQ              |
| 46        | 5       | 7    | Jenna Strauch         | Austrália                       | DSQ   | DSQ              |
| 46        | 5       | 5    | Sophie Hansson        | Suécia                          | DNS   | DNS              |
| 46        | 7       | 1    | Kotryna Teterevkova   | Lituânia                        | DNS   | DNS              |

### Semifinal
A semifinal ocorreu no dia 17 de dezembro com início às 21:07.
| Colocação | Bateria | Raia | Nadadora           | Nacionalidade  | Tempo | Notas |
| --------- | ------- | ---- | ------------------ | -------------- | ----- | ----- |
| 1         | 2       | 4    | Rūta Meilutytė     | Lituânia       | 28.37 | Q,    |
| 2         | 2       | 3    | Lilly King         | Estados Unidos | 28.86 | Q     |
| 3         | 2       | 5    | Lara van Niekerk   | África do Sul  | 29.27 | Q,    |
| 4         | 1       | 4    | Tang Qianting      | China          | 29.28 | Q,    |
| 5         | 1       | 5    | [Imogen Clark]]    | Reino Unido    | 29.30 | Q,    |
| 6         | 2       | 6    | Benedetta Pilato   | Itália         | 29.42 | Q     |
| 7         | 1       | 3    | Anna Elendt        | Alemanha       | 29.52 | Q,    |
| 8         | 1       | 6    | Veera Kivirinta    | Finlândia      | 29.80 | Q     |
| 9         | 2       | 7    | Chelsea Hodges     | Austrália      | 29.85 |       |
| 10        | 1       | 7    | Ida Hulkko         | Finlândia      | 29.94 |       |
| 11        | 2       | 2    | Florine Gaspard    | Bélgica        | 29.98 |       |
| 12        | 1       | 2    | Reona Aoki         | Japão          | 30.01 |       |
| 12        | 2       | 1    | Klara Thormalm     | Suécia         | 30.01 |       |
| 14        | 1       | 8    | Macarena Ceballos  | Argentina      | 30.10 |       |
| 15        | 1       | 1    | Andrea Podmaníková | Eslováquia     | 30.21 |       |
| 16        | 2       | 8    | Fleur Vermeiren    | Bélgica        | 30.29 |       |

### Final
A final foi realizada no dia 18 de dezembro com início às 19:49.
| Colocação         | Raia | Nadadora         | Nacionalidade  | Tempo | Notas            |
| ----------------- | ---- | ---------------- | -------------- | ----- | ---------------- |
| Medalha de ouro   | 4    | Rūta Meilutytė   | Lituânia       | 28.50 |                  |
| Medalha de prata  | 3    | Lara van Niekerk | África do Sul  | 29.09 | Recorde africano |
| Medalha de bronze | 5    | Lilly King       | Estados Unidos | 29.11 |                  |
| 4                 | 6    | Tang Qianting    | China          | 29.22 | Recorde asiático |
| 5                 | 1    | Anna Elendt      | Alemanha       | 29.30 | Recorde nacional |
| 6                 | 2    | Imogen Clark     | Reino Unido    | 29.47 |                  |
| 7                 | 7    | Benedetta Pilato | Itália         | 29.48 |                  |
| 8                 | 8    | Veera Kivirinta  | Finlândia      | 29.84 |                  |

Legenda
| Recorde mundial       | Recorde mundial (World record)               |                       | Recorde africano                      | Recorde africano (African) |                                           | Q | Classificado por posição (Qualified) |
| Recorde do campeonato | Recorde do campeonato (Championship record)  | Recorde da América    | Recorde da América (Americas)         | q                          | Classificado por melhor tempo (Qualified) |   |                                      |
| Melhor marca do ano   | Melhor marca do ano (World leading)          | Recorde asiático      | Recorde asiático (Asian)              | DNS                        | Não largou (Did not start)                |   |                                      |
| Recorde nacional      | Recorde nacional (National record)           | Recorde europeu       | Recorde europeu (European)            | DNF                        | Não terminou (Did not finish)             |   |                                      |
| Recorde pessoal       | Recorde pessoal do atleta (Personal best)    | Recorde da Oceania    | Recorde da Oceania (Oceania)          | DSQ / DQ                   | Desclassificado (Disqualified)            |   |                                      |
| Recorde da temporada  | Recorde da temporada do atleta (Season best) | Recorde sul-americano | Recorde sul-americano (South America) | NM                         | Sem marca (No mark)                       |   |                                      |